# Uruguayella amazonica
Uruguayella amazonica är en svampdjursart som först beskrevs av W. Weltner 1895.  Uruguayella amazonica ingår i släktet Uruguayella och familjen Spongillidae. Inga underarter finns listade i Catalogue of Life.